# 孙台水库 (延安)
孙台水库是中国陕西省延安市宝塔区境内的一座水库，位于蟠龙河上，建于1980年。水库正常库容为1300万立方米，集雨面积为76平方千米，海拔为1139米。